# František Palacký
František Palacký (14. června 1798 Hodslavice – 26. května 1876 Praha – Nové Město) byl český historik, politik, spisovatel a organizátor veřejného kulturního a vědeckého života v soudobé Praze. Je považován za zakladatele moderního českého dějepisectví, má přezdívku Otec národa.

## Život

### Dětství a studia
Narodil se v Hodslavicích na východní Moravě jako páté z 12 dětí, z nichž 8 se dožilo dospělosti. Pocházel z protestantské rodiny augsburského vyznání s dlouhou tradicí. Jeho otec Jiří Palacký (* 1768) byl učitelem na místní škole a lokálním faktorem domácích tkalců, jeho matka byla Anna, rozená Křižanová, po její smrti se otec podruhé oženil s Julianou. František a jeho bratři se nejprve vzdělávali u svého otce. František poté (1807–1809) nastoupil do významné zámecké školy (filantropinium) v německojazyčném Kunvaldu (dnešní Kunín) u Nového Jičína, zřízené hraběnkou Marií Walburgou Zeil-Waldburg. V letech 1809–1812 pokračoval studiem latinské školy v Trenčíně a následovalo evangelické lyceum (do roku 1818) v Prešpurku – dnes Bratislava), kde se seznámil a spřátelil s Pavlem Josefem Šafaříkem. V Trenčíně bydlel u otce Ľudovíta Štúra Samuela, který byl také jeho učitelem.

### Raná praxe

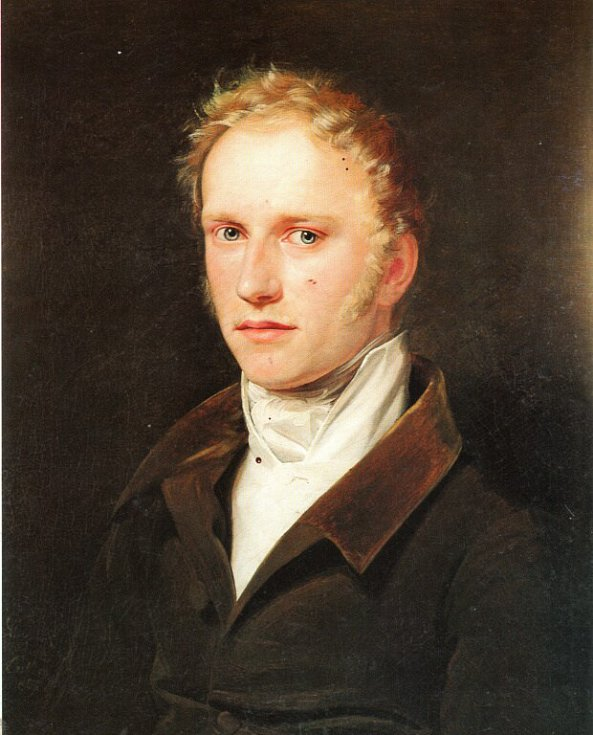
Palacký ve Vídni na jaře roku 1821, olejomalba Františka Tkadlíka

Přestože si Palackého otec přál, aby se také z jeho syna stal evangelický učitel a kněz, syn nepokračoval dál ve studiích, ale nastoupil v letech 1819–1823 jako vychovatel do uherských šlechtických rodin. Důvodem odmítnutí otcova přání, aby se stal pastorem ve Slezsku, byla láska k uherské šlechtičně Nině Zerdahelyové, rozené Báloghové, se kterou se Palacký seznámil v Prešpurku.
Rok 1820 František Palacký strávil jako vychovatel se svými svěřenci Karlem a Janem Nepomukem Czúsovými ve Vídni. Toto působení ve vyšších společenských kruzích mu jednak umožnilo přístup do světa vyšší kultury, ale také měl dost příležitosti pokračovat ve svém sebevzdělávání, v této době hlavně ve filozofii a estetice (ovlivněn byl především I. Kantem, F. Schillerem a J. G. Herderem). Získal také dobrý přehled o politice a politickém dění nejen v habsburských zemích a intenzivně studoval i cizí jazyky (během svého života ovládl latinu, řečtinu, němčinu, češtinu, maďarštinu, portugalštinu, angličtinu, francouzštinu, italštinu, ruštinu a staroslověnštinu). Z tohoto období pocházejí časopisecké studie o estetice (Přehled dějin krasovědy nebo O krasovědě) a společně s Šafaříkem napsaní Počátkové českého básnictví, obzvláště prozódie (1818). V mládí měl Palacký velké literární ambice, napsal několik nepříliš hodnotných básní (v češtině a němčině, časoměrným veršem), většinou k různým příležitostem, přátelům, nebo s filosofickou tematikou. Měl ale velké plány, začal psát tragédii o Kateřině Veliké, později o Janu Husovi, a rozsáhlý historický epos o Napoleonovi, ani jedno z těchto děl nedokončil. Pořídil velmi kvalitní český překlad Ossiana, podvržené básnické prózy z keltských dějin Skotska.
Někdy v roce 1819 se Palacký rozhodl nadále se věnovat především studiu českých dějin. Za tímto účelem kontaktoval Josefa Jungmanna, kterého žádal o přijetí a o pomoc: poskytnutí základních historiografických informací a zasvěcení do metodiky historikovy práce. Jungmannovi se Palackého cílevědomost, koncepčnost a oddanost oboru líbila, poskytl mu maximum svých znalostí i společenských kontaktů a stal se jeho celoživotním přítelem. V březnu 1823 Palacký napsal dopis podobného znění i Josefu Dobrovskému a nedlouho poté (11. dubna 1823) dorazil do Prahy osobně.

### Začínající historik
Nejprve Palackého zaměstnal Josef Dobrovský, později František Šternberk-Manderscheid na tvorbě šlechtických rodokmenů. Šternberkové ho posléze zaměstnali jako rodinného archiváře. Spolupráce s Dobrovským měla do budoucnosti na Palackého značný vliv, naučil se od něj historiografickou kritickou metodu a získal i zkušenosti s filologicko-kritickou metodou. Určité napětí ve vztahu pak znamenal odlišný názor na pravost Rukopisu zelenohorského, kde se Palacký s Dobrovského kritikou neztotožnil.
V této době se již stal v Praze mezi vzdělanými a vlasteneckými kruhy známou osobností, o jejímž výrazném talentu a intelektuálních kvalitách se nepochybovalo.
V roce 1827 Palacký začal vydávat na nabídku hraběte Kašpara Šternberka muzejní časopisy (německý měsíčník Monatsschrift des böhmen Museums a český čtvrtletník Časopis Společnosti vlasteneckého muzea v Čechách). Je zajímavé, že mezi českými vlastenci bylo zpočátku značné množství sporů (především s F. L. Čelakovským), kterým se nelíbila forma a pravopis těchto časopisů. V těchto sporech se plně projevovala roztříštěnost českého vlasteneckého hnutí. Pro malý zájem o německý časopis byl roku 1831 změněn na čtvrtletník a o rok později (1832) zrušen úplně. Roku 1838 začal českou verzi redigovat Pavel Josef Šafařík. Vedle redaktorské činnosti se na chodu muzea podílel i jako člen muzejního výboru (od 1830) a od 1834 jako jednatel tohoto výboru.

### Rodinný život

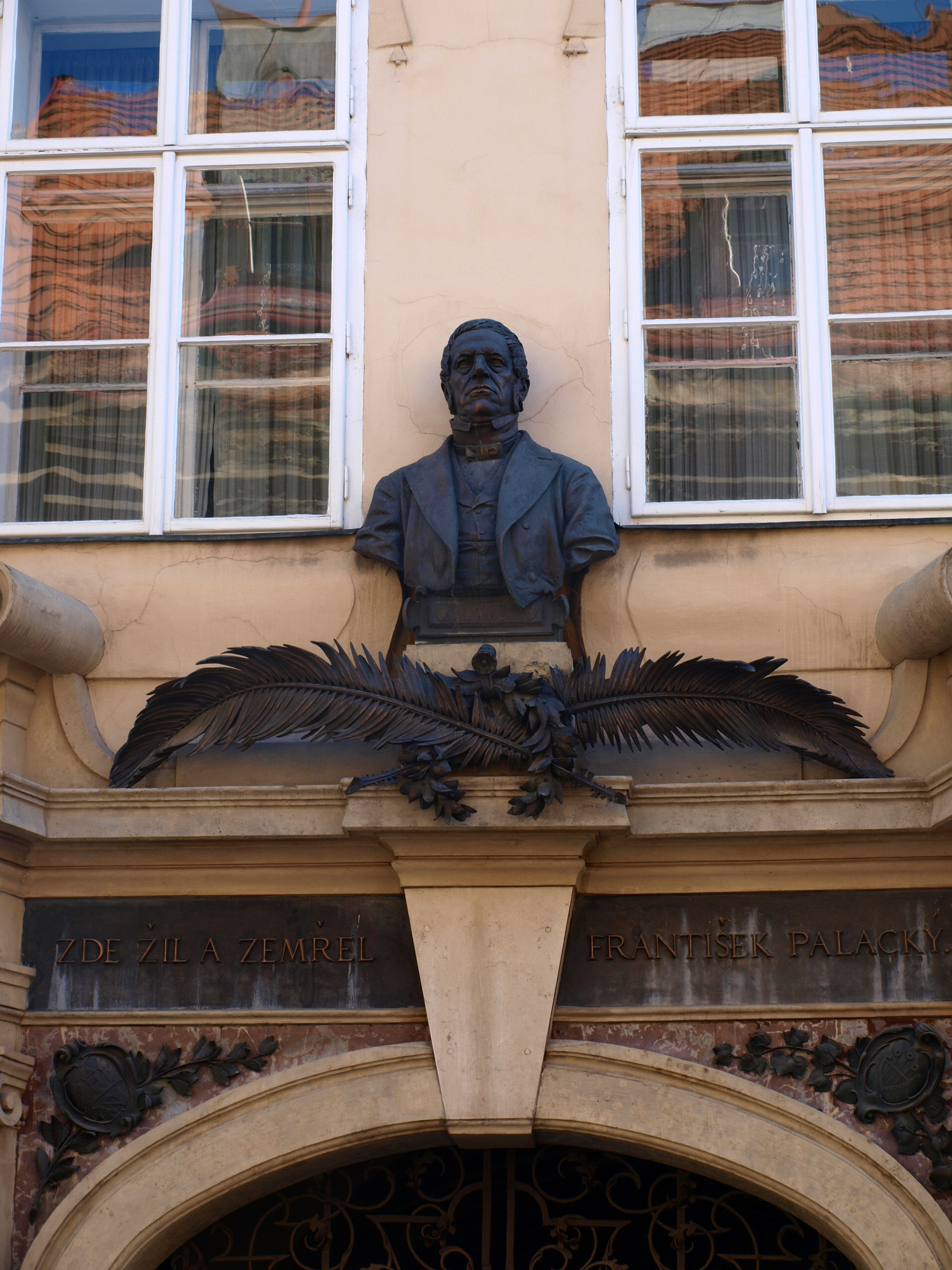
Palackého busta na MacNevenově paláci v Praze

Dne 16. září 1827 se v Otíně (okr. Klatovy) František Palacký oženil s mladší dcerou velkostatkáře a advokáta Jana Měchury, Terezií Měchurovou, ačkoliv mu rodina i rodinný lékař Václav Staněk sňatek rozmlouvali s odůvodněním, že Terezie má těžkou srdeční vadu a není pro manželství způsobilá. S Terezií vychoval dvě děti, syna Jana (budoucího přírodovědce), a dceru Marii, později provdanou za Františka Ladislava Riegera. Jejich vychovatelem byl Václav Vladivoj Tomek, který ve svých Pamětech popsal těžkou práci, kterou měl zejména s hyperaktivním a neposlušným Janem. Díky dobrému majetkovému zabezpečení rodiny Měchurových a později také rodiny svého zetě Františka Ladislava Riegera, mohl Palacký psát své dílo v klidu rodinných panství, jednak ve víkendovém Červeném domě (též zvaném Červený lis) v Praze-Libni, a dále na zámcích v Otíně, Chocomyšli nebo v Lobkovicích u Mělníka. S ohledem na chatrné zdraví své manželky (měla srdeční vadu), kterou Palacký velmi a stále miloval, rodina jezdila často do lázní, nejčastěji na francouzskou Riviéru do Nice (Nizza), také do okolí Neapole.

### Stavovským historiografem
V roce 1827 s ním začaly vyjednávat české stavy, které jej chtěly po smrti Františka Pubičky jmenovat do pozice oficiálního stavovského historiografa. Pro určité komplikace byl opravdu jmenován až 1838, plat ovšem dostával již mnohem dříve s tím, že měl dokončit Pubičkovy Chronologische Geschichte Böhmens. Protože však toto dílo bylo v 30. letech metodicky i koncepčně zastaralé, začal Palacký usilovat o možnost sepsat české dějiny úplně nově, na základě pramenných fondů i diplomatického charakteru a s ohledem i na sociální, hospodářský, náboženský a kulturní vývoj státu. Stavy po usilovném přesvědčování svolily v březnu 1831. Výsledkem takto nově pojatých českých dějin se staly Geschichte von Böhmen (1836–1867).
V letech 1827–1848 cestoval po archivech celé Evropy, aby vytěžil písemné prameny k českým dějinám. Začal v Čechách archivem v Třeboni, pokračoval v Drážďanech, Lipsku a Berlíně. Nejdéle pobýval v Itálii v Římě, kde se spřátelil s malířem Josefem Vojtěchem Hellichem, dále v Udine, Perugii, Padově, Benátkách, Florencii, Neapoli, velmi často studoval ve Vídni i v dalších městech monarchie. Přátelil se dále s Jánem Kollárem, Karlem Havlíčkem Borovským, Egonem Ebertem, či s lékaři Heldem a Staňkem.

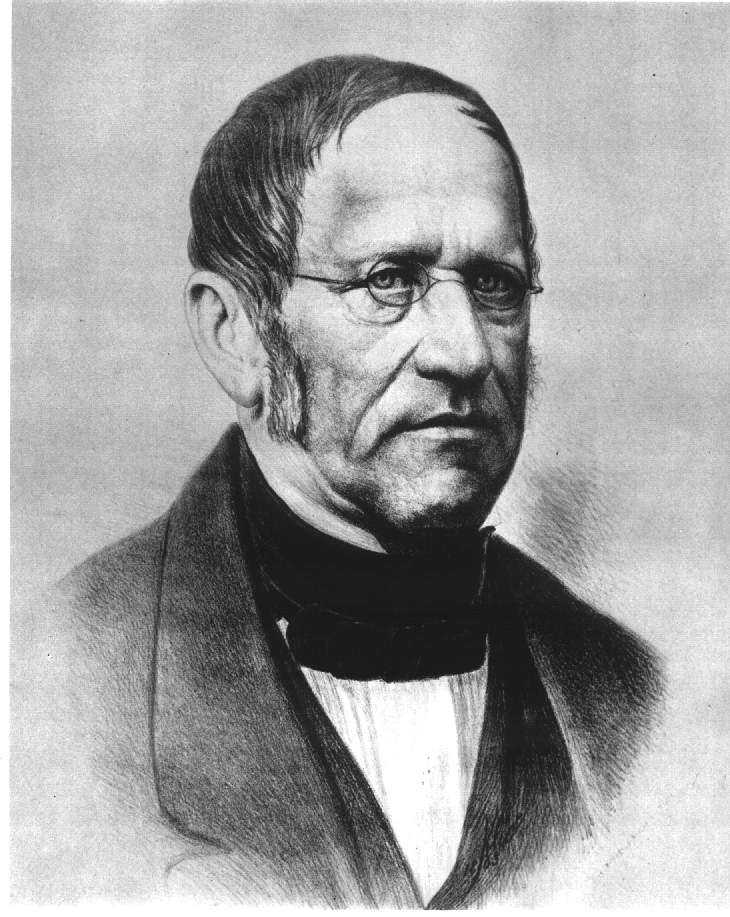
František Palacký

V roce 1829 vytvořil projekt české encyklopedie, který po slibném začátku ztroskotal a z kteréhožto pokusu vznikla roku 1831 Matice česká, jejímž úkolem bylo financovat české knihy, které by nemohly jako nelukrativní vyjít u soukromých vydavatelů. Českou encyklopedii vydal až jeho zeť František Ladislav Rieger pod názvem Riegrův slovník naučný. Od roku 1829 byl řádným členem Královské české společnosti nauk, sekretářem (1839–1844), direktorem (předsedou) pak v letech 1835–1836 a 1868–1875.
V roce 1840 vyšel první díl Archivu českého, edice česky psaných historických pramenů, která obsahovala i podklady pro další díly Geschichte von Böhmen. Na tvorbě této edice se podíleli také V. V. Tomek a K. J. Erben, kteří společně s Palackým prozkoumávali archívy a opisovali listiny. S Tomkem začal posléze Palacký počítat jako se svým zástupcem ve funkci stavovského historiografa.
V době, kdy připravoval k vydání třetí díl svých Geschichte von Böhmen (který měl obsahovat vývoj státu v době předhusitské a husitské), již během publikování dílčích prací a dále při schvalování konečné verze se dostal do konfliktu s rakouskou cenzurou, neboť ta jej obvinila, že podání počátků husitství je namířeno proti katolické církvi (a to i přesto, že se Palacký, byť protestant, úzkostlivě snažil své náboženské cítění do vědecké práce nevměšovat).
Od roku 1844 pracoval na českém překladu tohoto díla, nejednalo se však o čistý překlad, do značné míry v české verzi prohloubil historiografickou reflexi českých dějin a kladl větší důraz na české obyvatelstvo jako nositele českých dějin. Roku 1848 vyšel první díl jeho vrcholného díla Dějiny národu českého v Čechách a v Moravě.

### Vstup do politiky roku 1848
Po rozšíření zpráv o revoluci ve Francii v únoru 1848 zastával František Palacký názor, že české národní hnutí by se nadále mělo držet legálních prostředků, stavěl se proto velmi rezervovaně vůči aktivitám Svatováclavského výboru a na počátku dubna se zapojil raději do aktivit prozatímní guberniální komise, kterou ustanovil šéf zemské správy hrabě Rudolf Stadion jako protiváhu Svatováclavského výboru. Palacký se zároveň vcelku neúspěšně snažil mírnit rostoucí napětí mezi Čechy a Němci a přesvědčit české stavy, aby přijaly za své zásady liberálního konstitucionalismu.

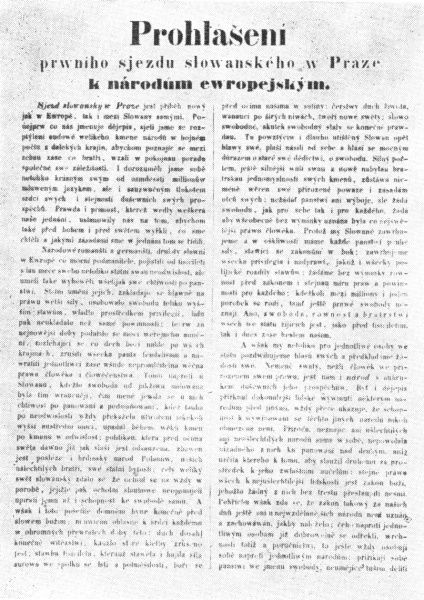
Manifest Slovanského sjezdu sepsaný Palackým

Velmi záhy si však Palacký získal roli politického vůdce českého národního hnutí, když nejdříve 8. dubna 1848 anonymně v Národních novinách publikoval článek, v němž zdůvodnil, proč se Češi nemohou podílet na německém národním sjednocení a poslat své zástupce do frankfurtského parlamentu, a vzápětí 11. dubna 1848 „Psaním do Frankfurtu“ s obdobným zdůvodněním odmítl pozvání stát se členem přípravného výboru tohoto parlamentu. Palacký v „Psaní do Frankfurtu“ rovněž rozvíjel koncept austroslavismu, aniž by si ovšem uvědomil, že idea rakouského státu zastřešujícího různorodé rovnoprávné národy nejen odporuje zájmům německého sjednocovacího hnutí, ale také polským a maďarským nacionálním snahám, a navíc že realizace austroslavistického konceptu by velmi omezila politický vliv habsburské dynastie v Německu.
10. dubna 1848 byla prozatímní guberniální komise sloučena se Svatováclavským výborem. Členem takto vzniklého Národního výboru se stal i Palacký. Jako jeden ze zástupců Národního výboru se také na konci dubna účastnil vyhroceného jednání s delegáty frankfurtského výboru. Dne 8. května Palacký dostal překvapivou nabídku stát se ministrem vyučování, zejména kvůli odlišnému názoru ministra vnitra Franze Pillersdorfera na frankfurtský parlament. Naopak nabídku nového guberniálního prezidenta Lva Thuna, aby zaujal místo v provizorní zemské vládě, Palacký 30. května přijal jako šanci podpořit Thunovy autonomistické snahy. Když si však uvědomil, že ve skutečnosti jde Thunovi o získání kontroly nad členy Národního výboru, o vymanění se z vlivu „revoluční“ vídeňské vlády a o vytvoření základny ke kontrarevoluci, provizorní zemskou vládu 12. června opustil.
Mezitím se v Praze začal připravovat Slovanský sjezd. Thun s jeho pořádáním souhlasil, když se mu Palacký zaručil, že na něm slovanské národy vysloví podporu habsburské monarchii. Palacký však ve své intenzivní snaze vtisknout sjezdu austroslavický ráz příliš neuspěl, neboť do Prahy se sjelo i značné množství zástupců ze slovanských území mimo habsburskou monarchii (zejm. delegáti polské emigrace ve Francii nebo ruský emigrant Michail Alexandrovič Bakunin), kteří na zachování monarchie neměli žádný zájem. Palacký tedy sice z pozice sjezdového předsedy sjezd 2. června zahájil, nedokázal však nabídnout takový program, který by dokázal překlenout různorodé zájmy zástupců jednotlivých národů. Sjezd byl předčasně ukončen již 12. června kvůli vypuknutí povstání v Praze.
Během povstání se Palacký snažil zprostředkovat kompromis mezi povstalci a vojskem a přiměl radikální studenty k propuštění zajatého guberniálního prezidenta Thuna. I přes svou umírněnost se Palacký nevyhnul nařčení, že prý byl původcem revolučního komplotu a že Slovanský sjezd měl ve skutečnosti představovat ideovou přípravu na válku Slovanů proti Němcům.

### Říšský poslanec
Ve volbách do ústavodárného parlamentu byl František Palacký zvolen za volební obvod Praha-město II a zaujal vůdčí roli mezi českými poslanci z Čech a Moravy. Jako člen ústavní subkomise vypracoval již 5. srpna 1848 návrh rakouské ústavy, jenž obsahoval principy austroslavismu a snažil se najít rovnováhu mezi centralismem a federalismem. V parlamentním plénu však místo projednání tohoto návrhu bylo upřednostněno jednání o palčivější otázce zrušení poddanství. Mezitím jej manželka Terezie v korespondenci v konzervativním duchu nabádala, aby se ve Vídni nestal přílišným demokratem, a vyjadřovala přání, aby se vzdal poslaneckého mandátu a raději se věnoval bezpečnějšímu povolání historika. Proti těmto doporučením se Palacký ohradil, na druhou stranu ovšem 2. září podruhé odmítl nabídku pozice ministra kultu a vyučování.

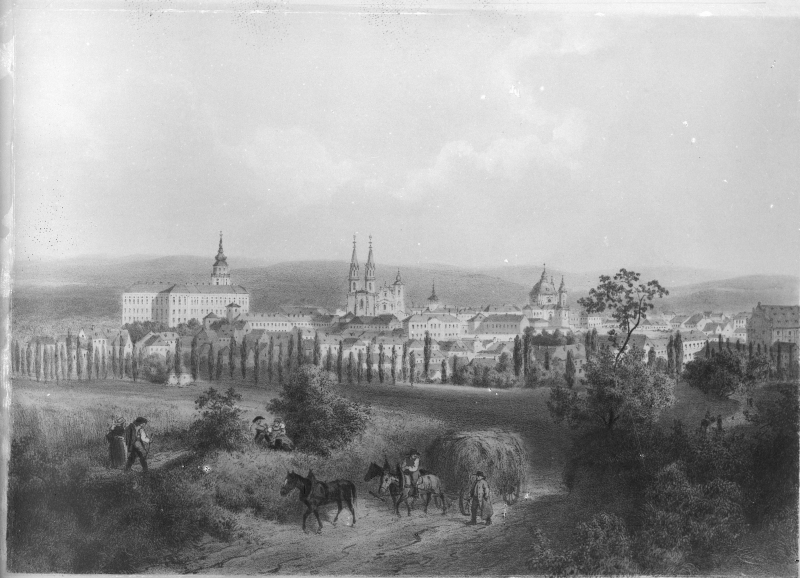
Kroměříž v polovině 19. století, vlevo arcibiskupský zámek, kde ústavodárný sněm zasedal

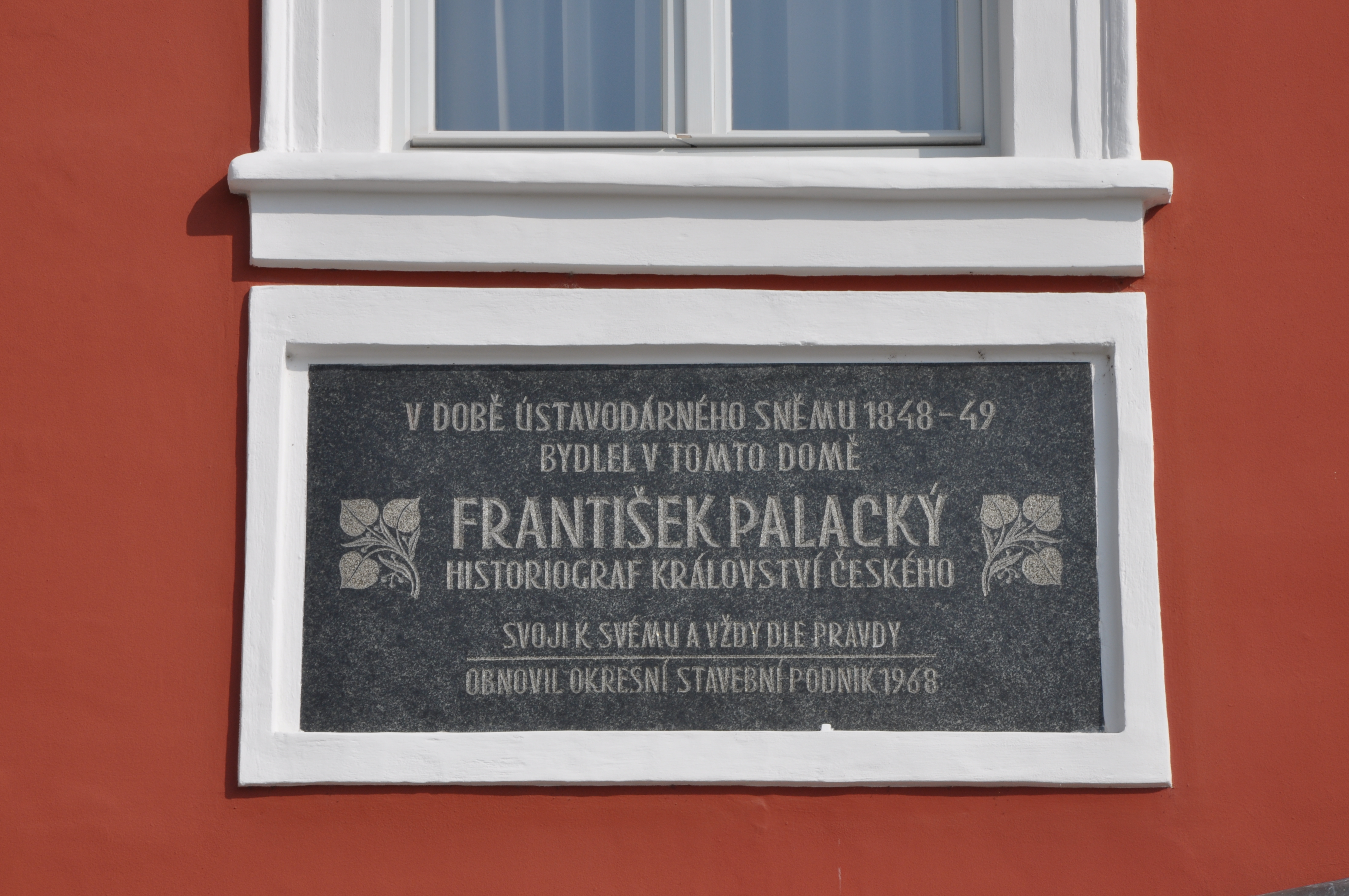
Pamětní deska na domě na Velkém náměstí v Kroměříži, kde Palacký bydlel v době konání ústavodárného sněmu

Když 6. října 1848 vypukla ve Vídni další revoluční vlna, čeští poslanci raději město opustili a 22. října vydali deklaraci, že usnesení parlamentu nepovažují za závazná, protože jsou prý vynucena revolučním terorem. Stejné tvrzení zopakoval ve svém prohlášení 24. října i Palacký, jenž navíc požadoval bezodkladné přeložení sněmu do Kroměříže, kde ústavodárný sněm 22. listopadu 1848 skutečně zahájil své jednání. Palacký se na obnoveném sněmu snažil vytvořit klub slovanských poslanců, jehož austroslavistické zaměření však stěží mohlo přilákat haličské Poláky.
Vzhledem k posledním revolučním neúspěchům velkoněmců v Německu a ve Vídni se nicméně Palacký mylně domníval, že právě austroslavismus má za dané situace nebývale velké šance na prosazení. Jen pomalu si uvědomoval, že porážka vídeňské revoluce znamená především vítězství reakce, že nový císař František Josef I. toleruje jednání sněmu z pouhé nezbytnosti a že vláda Felixe Schwarzenberga hodlá jednat nezávisle na sněmu. Nakonec nad Palackého federalistickým návrhem ústavy získala navrch centralistická předloha Kajetana Mayera, a frustrovaný Palacký se proto počátkem února vzdal funkce místopředsedy v ústavním výboru.
Večer 6. března 1849 se František Palacký a další poslanci sešli s ministrem vnitra Franzem Stadionem, který jim oznámil, že následujícího dne bude kroměřížský sněm rozpuštěn a oktrojována Stadionova ústava. Palackého tento vývoj událostí zaskočil a stejně jako ostatní čeští politici nevěděl, jak se po rozpuštění sněmu zachovat, a tak doporučoval zachovat klid a počkat na další vývoj událostí. Sám se z veřejného života stáhl, jelikož byl unaven politickými spory na půdě parlamentu a protože se chtěl věnovat své rodině a práci historika, které v posledním roce zanedbával. Po vyhlášení stavu obležení na Prahou kvůli Májovému spiknutí Palacký pobýval mimo Prahu na studijních a léčebných pobytech.

### Ústup do ústraní

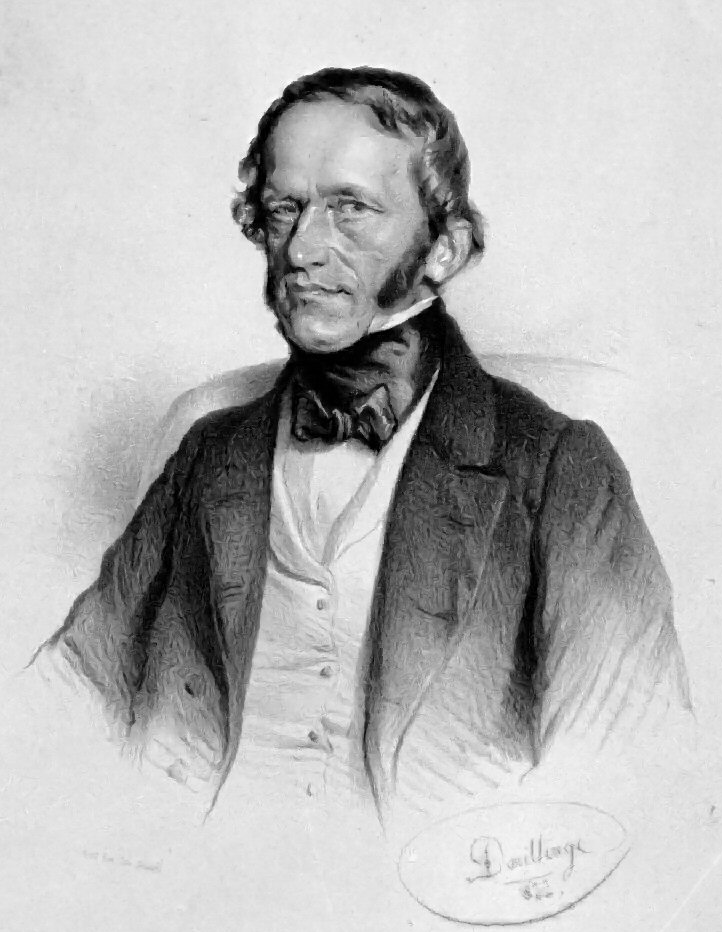
František Palacký (litografie, 1855)

Ještě na konci roku 1849 v sobě František Palacký choval naději, že se vymoženosti revolučních let 1848–1849 podaří udržet a že represe postihnou jen radikální demokraty. Ve skutečnosti dalo české místodržitelství Palackého na seznam „zkompromitovaných“ osob, jež měly být policejně sledovány. V srpnu 1850 byl sice ještě zvolen do pražského širšího městského výboru, ale když v březnu 1851 vystoupil proti návrhu udělit čestné občanství Felixi Schwarzenbergovi, donutily jej úřady odejít z politiky, čímž ostatně vyslyšel i přání své manželky. Kvůli úřednímu tlaku se v únoru 1852 vzdal i funkce předsedy výboru pro stavbu Národního divadla poté, co zorganizoval úspěšnou sbírku na zakoupení pozemku pro divadlo. Palacký tak chtěl svou energii investovat do rozvoje činnosti Českého muzea, významné osobnosti jako Šafařík či Čelakovský se ovšem odmítli na projektu naučného slovníku podílet a v červenci 1852 mj. kvůli agitaci Palackého odpůrců nebyl znovuzvolen do muzejního výboru.

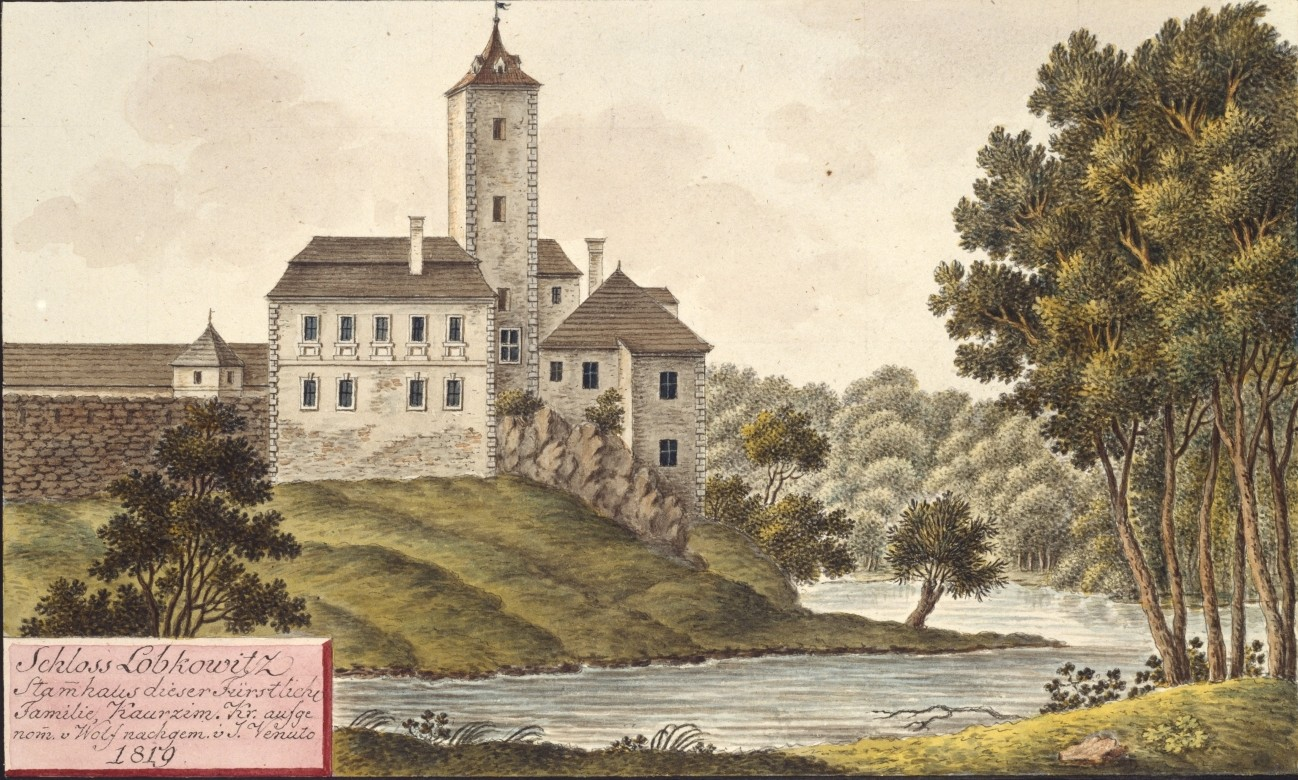
Zámek Lobkovice roku 1819

Následující léta trávil Palacký prací na zámku Lobkovice, který Terezie Palacká zdědila po smrti svého otce roku 1852, studijními pobyty ve Francii a Německu, během nichž byl občas sledován rakouskými agenty. Palacký dále pracoval na svém historickém díle, zejména na dalších dílech Geschichte von Böhmen, které se však stalo zdrojem sporů s českým zemským výborem, jenž se z pozice financující instituce postavil proti Palackého záměru vydávat toto dílo originálně v češtině namísto v němčině.
Roku 1858 se Palacký zapojil do práce na Riegrově Slovníku naučném, jehož autorský kolektiv sestával i z osob, kteří se Palackého v posledních letech z politických důvodů stranily (např. Václav Vladivoj Tomek). Stejného roku vydal také několik článků, v nichž ve sporu o Rukopisy hájil jejich pravost, což jej názorově sbližovalo s některými členy „vládní strany“ (zejm. s Josefem a Hermenegildem Jirečkem, kteří začínali být zklamáni, že ani přes svou loajalitu vůči vládě nemohou příliš realizovat své představy o českém kulturním obrození.
Ačkoli Palacký v letech 1859–1860 pobýval v Nice, k válce v Itálii se v podstatě nevyjadřoval, vůči náznakům liberalizace poměrů v Rakousku byl skeptický, politickou iniciativu přenechával svému zeti F. L. Riegerovi a omezil se na spolupodepsání Riegrova memoranda o potřebách českého národa z 14. června 1860. Svůj podíl na tom měla těžká nemoc Terezie Palacké, jež během návratu do Čech 18. srpna 1860 zemřela.
Svou politickou závěť vyjádřil v doslovu k Radhostu v roce 1872, kde mj. odsoudil komunismus.

### Otec českého národa
Z období neoabsolutismu František Palacký vyšel podle Jiřího Štaifa jako nezpochybnitelná morální autorita české národní společnosti. Dokonce i radikální demokraté mu byli již na počátku 60. let 19. století přiznat titul „Otce národa“, který jako dějepisec neúnavně vychovával český národ. Respekt vůči Palackému projevily i mnohé obce, jež mu udělily čestné občanství. Veškeré projevy většinou nekritické úcty nicméně vedly Palackého k autoritativnosti.
Autoritu Palackého potvrdil i císař František Josef I., jenž jej jako prvního Čecha nešlechtického původu v dubnu 1861 jmenoval doživotním členem panské sněmovny. Palacký nevěděl, že návrh na jeho jmenování členem panské sněmovny předložil ministr policie Karl Mecséry proto, aby tak byl Palacký zbaven mandátu poslance v důležitější poslanecké sněmovně, kam byl Palacký zvolen. Sám Palacký své jmenování do panské sněmovny pokládal za „nemilé povýšení“. Palacký v panské sněmovně kritizoval Únorovou ústavu a prosazoval autonomní práva zemských sněmů, tíživě však cítil, že jeho projevy nemají kýžený ohlas, a tak v září 1861 vyhlásil pasivní rezistenci vůči panské sněmovně a až do své smrti se pak již do ní nevrátil.

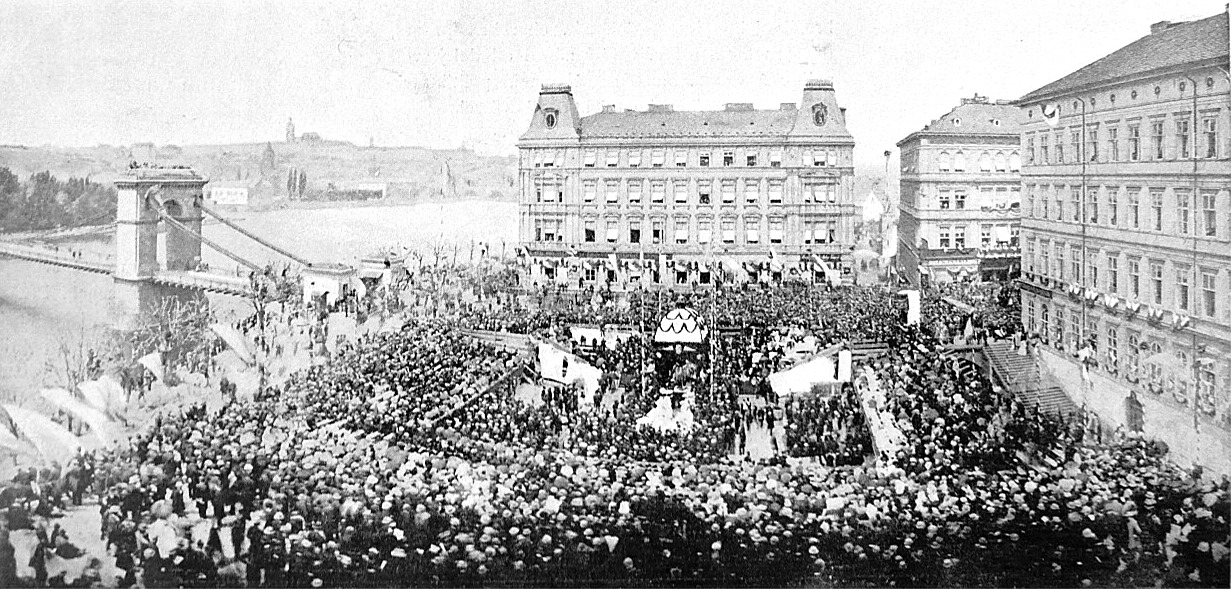
Pokládání základního kamene Národního divadla

Palacký se proto mnohem více soustředil na zachování své vůdčí role mezi poslanci Českého zemského sněmu, do něhož byl zvolen ve volbách roku 1861 hned ve čtyřech volebních obvodech, přičemž mandát přijal za volební obvod Karlín v kurii venkovských obcí. Na půdě zemského sněmu pak neúspěšně prosazoval zejména volební reformu, jež měla odstranit nevyváženost českojazyčných a německojazyčných volebních obvodů. Angažoval se také českého spolkového života, zejména roku 1862 spoluzakládal spolek Svatobor, jako jehož předseda pak působil až do roku 1875. Roku 1868 mu bylo svěřeno slavnostní poklepání na základní kámen Národního divadla a patřil k čelným řečníkům na různých národních oslavách, což vedlo k přezdívce Otec národa.
Palackého snahy o posílení kolektivního českého vědomí začala záhy narušovat mladá generace českých liberálů, která nehodlala Palackého názory nekriticky přejímat, což si Palacký bral velmi osobně. Rodící se mladočeská frakce nesouhlasila zejména s odporem Palackého vůči polskému povstání roku 1863 a demokratizaci volebního práva. Když Palacký nemohl prosadit své vize uspořádání státu ani na říšské, ani na zemské úrovni, sepsal je alespoň roku 1865 v pojednání Idea státu rakouského, obsahující i proslulou větu „Byli jsme před Rakouskem, budeme i po něm!“ Rakousko-uherskému vyrovnání roku 1867 ovšem čeští politici s Palackým a Riegerem v čele nedokázali zabránit, neboť nedokázali získat účinnou podporu ani v Rakousku, ani ve Francii, ani v Rusku, kam česká delegace vykonala „pouť“. V reakci na rakousko-uherské vyrovnání pak 81 poslanců zemského sněmu v čele s Palackým a Riegerem vydalo 22. srpna 1868 české státoprávní prohlášení (státoprávní deklarace českých poslanců).
Roku 1867 Palacký opět v obvodu Karlín obhájil mandát v českém zemském sněmu, a to při volbách v lednu i v březnu 1867. Kvůli neúčasti na jednání byl v září 1868 sice s dalšími českými poslanci zbaven mandátu, v září 1869 však byl zvolen znovu, stejně jako v řádných volbách roku 1870. V zemských volbách roku 1872 byl zvolen za městskou kurii v obvodu Praha-Nové Město. Pokračoval ale v pasivní opozici a byl periodicky zbavován mandátu a opětovně volen v doplňovacích volbách roku 1873, doplňovacích volbách roku 1874, 1875 a 1876.
Roku 1865 Palacký vydal poslední díl Geschichte von Böhmen, které tak dovedl do roku 1526. V následujících letech se dostal do ostré historiografické polemiky se spolkem česko-německých historiků (Konstantin Höfler, Ludwig Schlesinger, Julius Lippert), na druhou stranu se mu dostalo ocenění od Matice slovenské, historické společnosti v Krakově a Lublani. Roku 1866 pak obdržel od císaře řád Železné koruny II. třídy, na jehož základě si mohl nárokovat šlechtický titul, tohoto práva ovšem nikdy nevyužil. Nakonec v letech 1868–1875 zastával pozici prezidenta Královské české společnosti nauk.

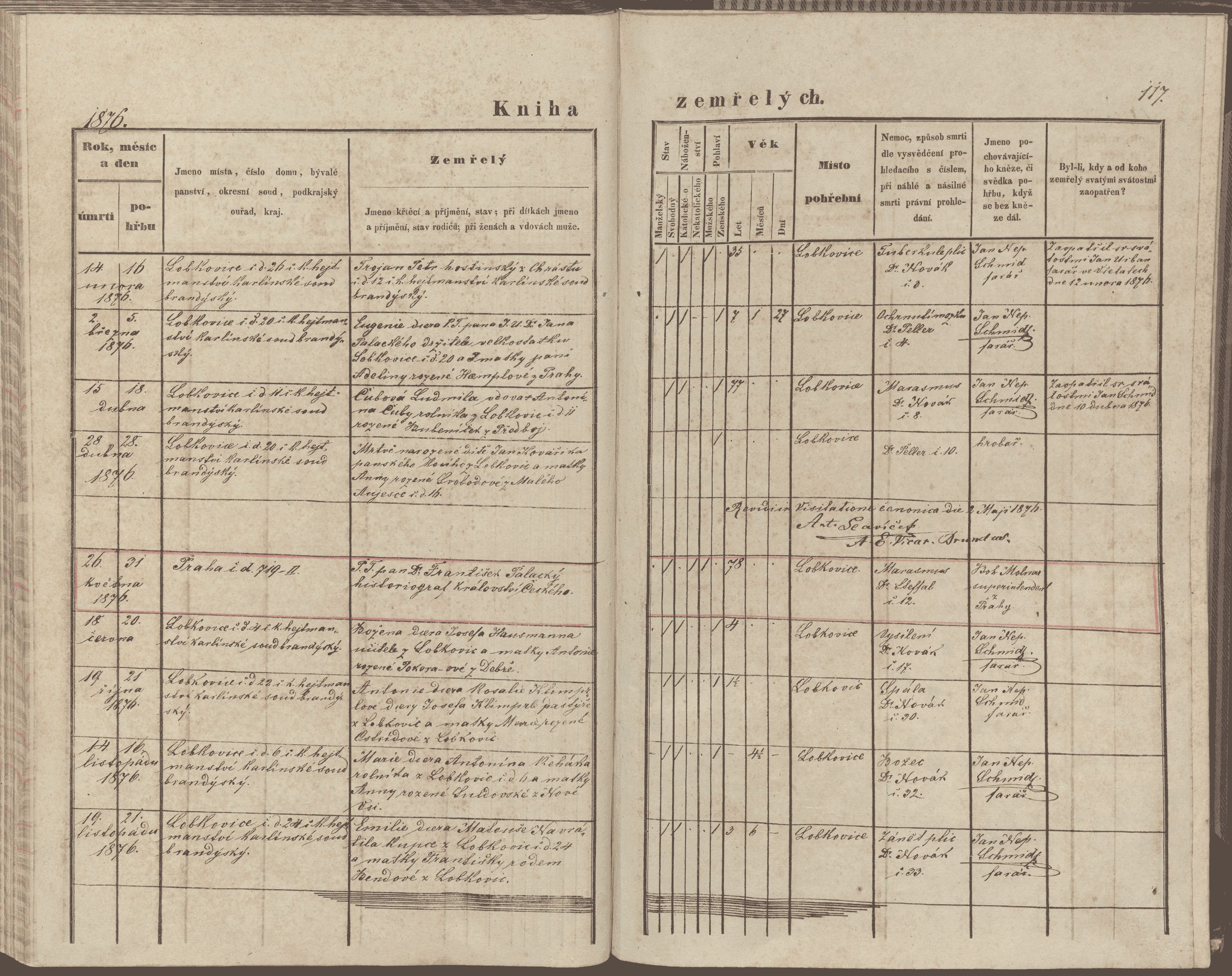
Matriční zápis o úmrtí Františka Palackého. (SOA Praha)

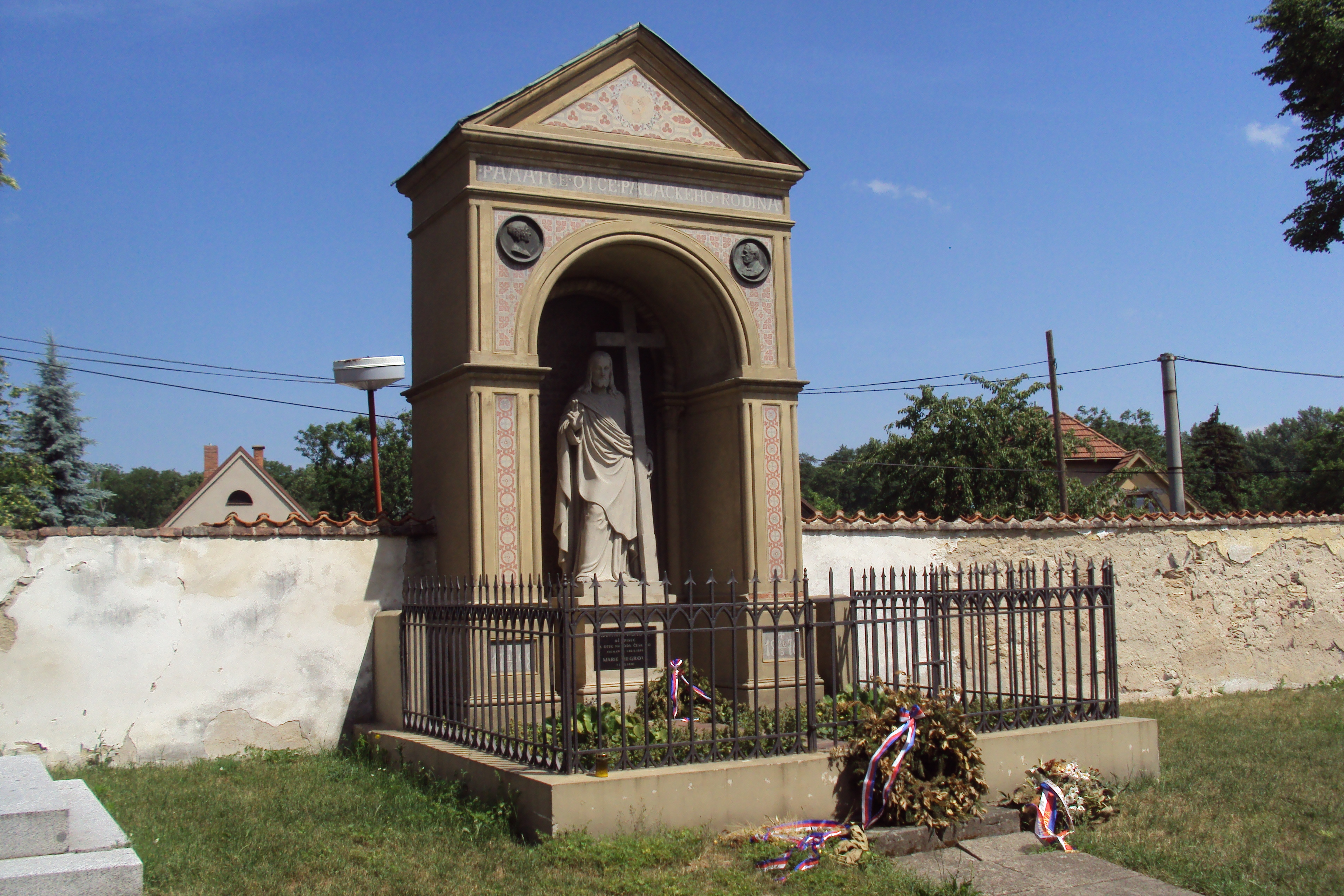
Hrob Františka a Terezie Palackých v Lobkovicích

František Palacký zemřel 26. května 1876. Jeho pohřeb se stal celonárodní tryznou, které se zúčastnilo desetitisíce truchlících. Po rodinném rozloučení se zesnulým bylo jeho nabalzamované tělo vystaveno v zasedací síni Staroměstské radnice a 31. května pak převezeno na tehdejší hřbitov u kostela Nanebevzetí Panny Marie v Lobkovicích, kde bylo pohřbeno.

## Palackého filozofie dějin

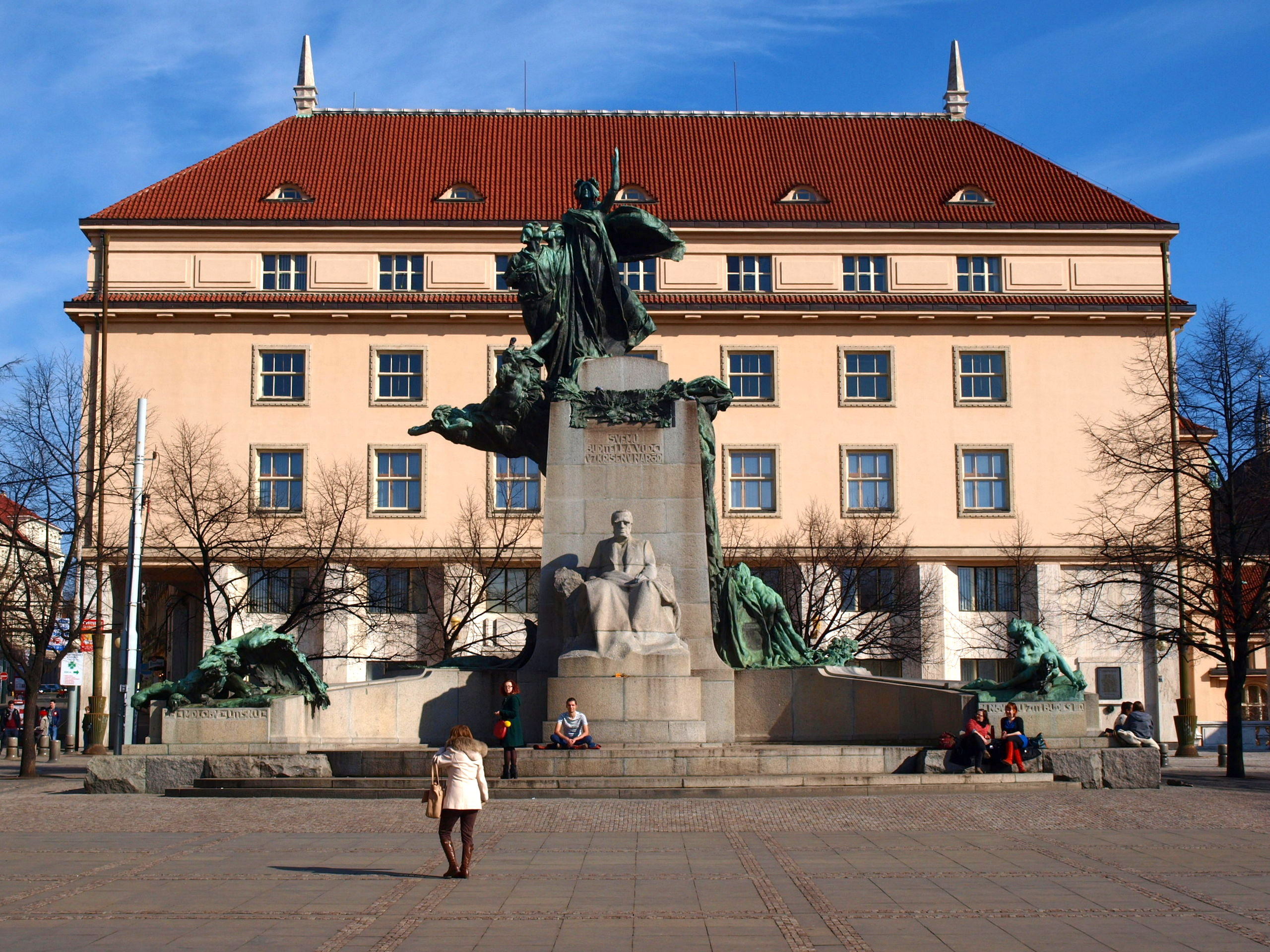
Pomník Františka Palackého na Palackého náměstí v Praze.

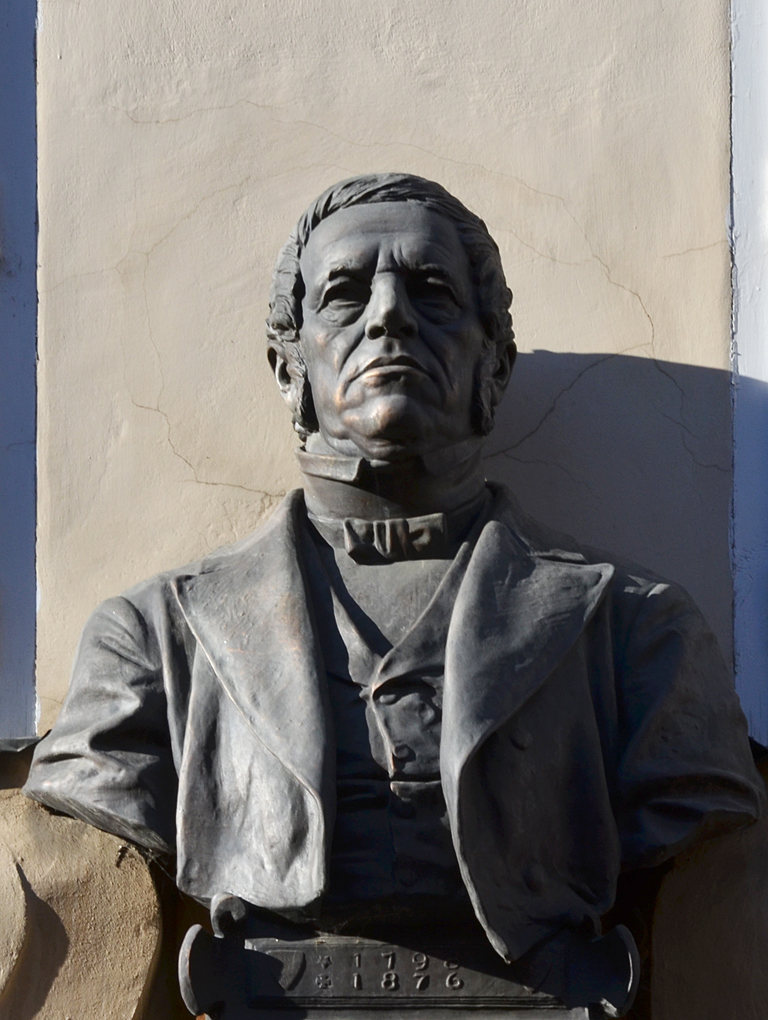
Josef Václav Myslbek, busta Františka Palackého

Rozsáhlé Palackého historické dílo se stalo milníkem české historiografie. Celé nadcházející generace historiků se vlastně ve svém díle vůči němu a jeho pojetí musely nějakým způsobem vymezit. Jeho tvorba nebyla jen shlukem historických faktů, chronologicky seřazených. Podle Palackého historie představovala organický celek skutečností protknutý hlavní linií (ideou). Proto také jako jeden z prvních českých historiků detailně studoval nejen politické dějiny, ale i dějiny státoprávní (vliv polského historika W. A. Maciejowskeho), sociální, umění, vědy či dějiny každodennosti. Palacký pod vlivem Hegelovy dialektiky považoval za hlavní linií českých dějin neustálý zápas Slovanů a Němců. Těmto dvěma principům také přiřadil určité charakteristiky. Pro ten německý byla typická podnikavost, řemeslná dovednost, politická organizovanost, ale také výbojnost a náboženská agilnost. Naopak pro Slovany měla být typická rovnost, mírumilovnost, ale i sklon k anarchii.
Na světové úrovni to pak byla polarita dvou sil, které se neustále ovlivňovaly a střetávaly (tyto síly mohou být vyjádřeny různě: svoboda – autorita, demokracie – feudalismus, věda – víra). Tento boj dvou sil ať již na národní či světové úrovni Palacký nepovažuje za neúrodný. Naopak neustálá konfrontace rozšiřuje obzor, je semeništěm nových myšlenek či může vést ke smiřování protikladů.
Palackého výklad si takto v podstatě vznášel nárok i na pedagogické a poučné poslání. Myšlenka české státnosti, často v boji s německým elementem, byla závazkem, který se nesl napříč generacemi.
Vrcholem českých dějin je pro něj bezesporu husitství, které tvoří páteř jeho hlavního díla. Především klade do popředí myšlenkový a sociální obsah husitství a to i radikálního křídla představovaného Žižkou, Želivským a tábority. Staví se tak do určitého kontrastu proti starší osvícenecké historiografii (Jungmann nebo Dobrovský), která se vůči husitství většinou vyhrazovala.

## Dílo

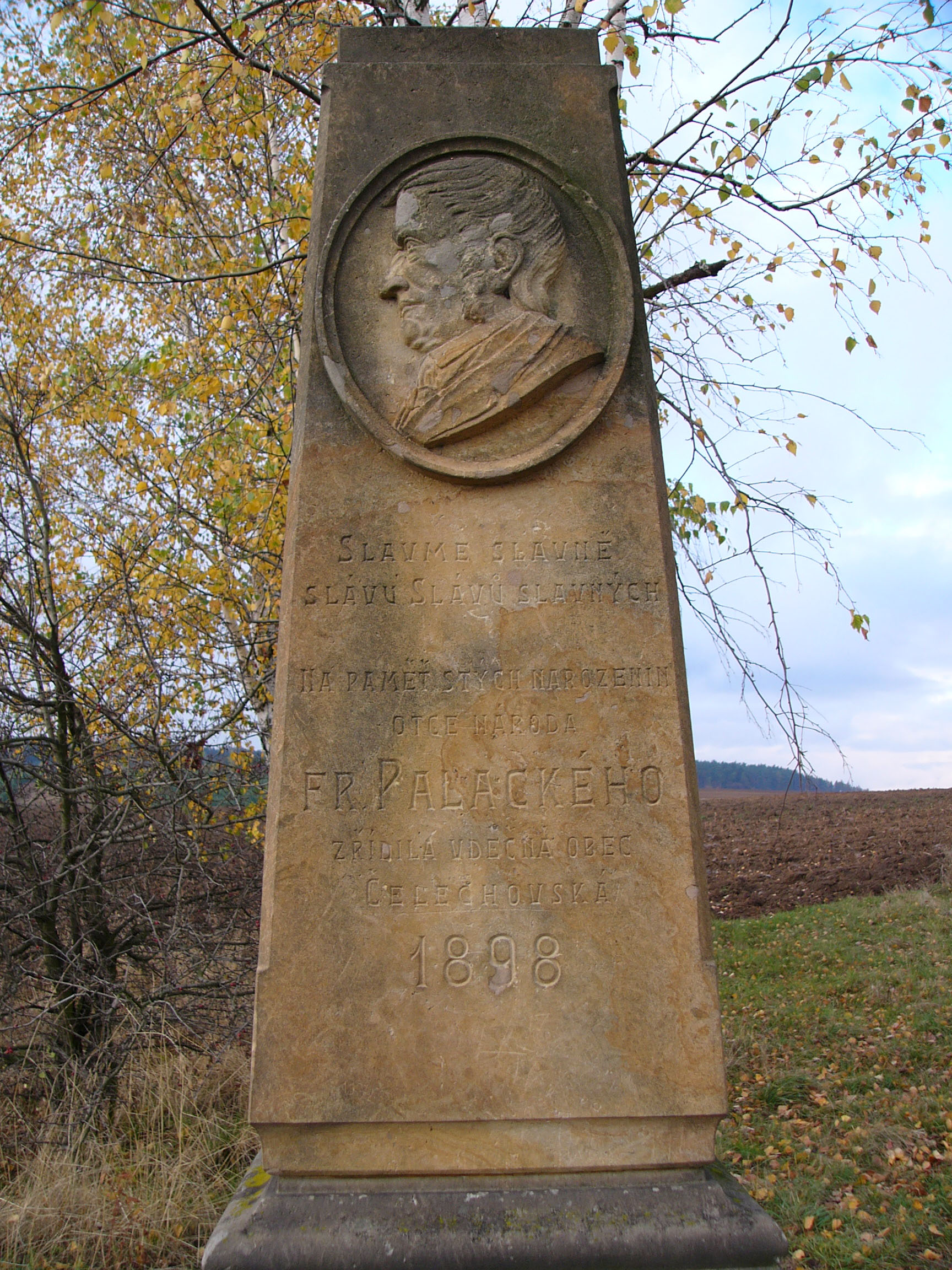
Pomník Františka Palackého v Čelechovicích na Hané

### Poezie
- Na horu Radhošť – báseň
- Má modlitba dne 26. července 1818 – hymnus
- Ideál říše – óda z roku 1920

### Vědecká literatura
- Staročeský všeobecný kalendář
- Život Jana Amose Komenského
- Zběrky ze starožitnosti českoslovanské
- Počátkové českého básnictví, obzvláště prosodie – vydáno anonymně (1818), dílo sepsal spolu s P. J. Šafaříkem a J. Benediktim (Blahoslav). Tímto dílem začíná roztržka mezi tzv. Jungmanovci a příznivci J. Dobrovského. [51]
- Joseph Dobrowský's Leben und gelehrtes Wirken. Prag : Haase, 1833 – 64 s. Zdigitalizováno v rámci služby Elektronické knihy na objednávku (EOD) Moravskou zemskou knihovnou v Brně. [52]
- Krásověda čili o kráse a umění knihy patery – dílo zabývající se estetikou, původně chtěl napsat pět knih, napsal pouze dvě a část třetí. [53]
- Okus české terminologie filosofické – snaha o vytvoření české filosofické terminologie, tato jím navržená terminologie se z větší části ujala.

#### Historická

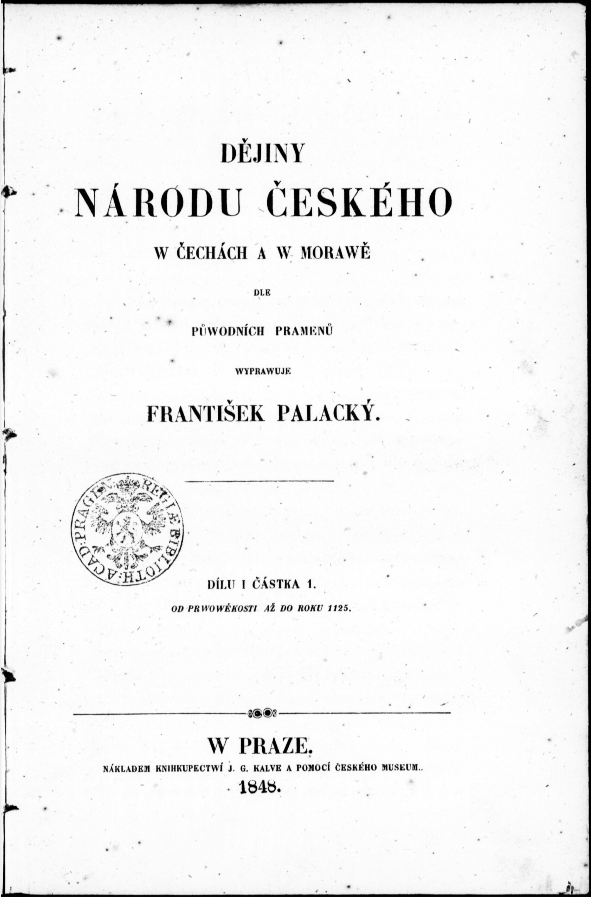
Ttulní strana prvního dílu cyklu Dějiny národu českého w Čechách a w Morawě z roku 1848

- Ttulní strana prvního dílu cyklu Dějiny národu českého w Čechách a w Morawě z roku 1848Staří letopisové čeští od roku 1378 do roku 1527 [54]
- Geschichte von Böhmen
  - 1. díl (do 1198)
  - 2. díl (1198–1306)
  - 3. díl (1306–1378) [55]
- Dějiny národu českého v Čechách a v Moravě – vycházelo jak česky, tak německy. Toto dílo je veliké rozsahem, Palacký se snažil vytvořit obraz českých dějin. Některé pasáže (především husitství) podléhaly rakouské teologické cenzuře.
  - 1. díl (do r. 1125) [56]
  - 2. díl (1125–1403) [57]
  - 3. díl (1403–1439) [58]
  - 4. díl (1439–1471) [59]
  - 5. díl (1471–1526) [60]
- Pomůcky ku poznání řádů zemských království Českého v druhé polovině XIII. století – pokus o shrnutí života v polovině 13. století.
- Pomůcky ku poznání staročeského práva i řádu soudního
- Přehled současných nejvyšších důstojníků a ouředníků zemských i dvorských v královstvím Českém, od nejstarších časův až do nynějška – vyšlo i německy.
- Popis království Českého – soupis všech obcí v Čechách se základními údaji (vydáno 1848, data z let 1843–6).
- Stručné dějiny Prahy (Skizze einer Geschichte von Prag)

### Politická díla

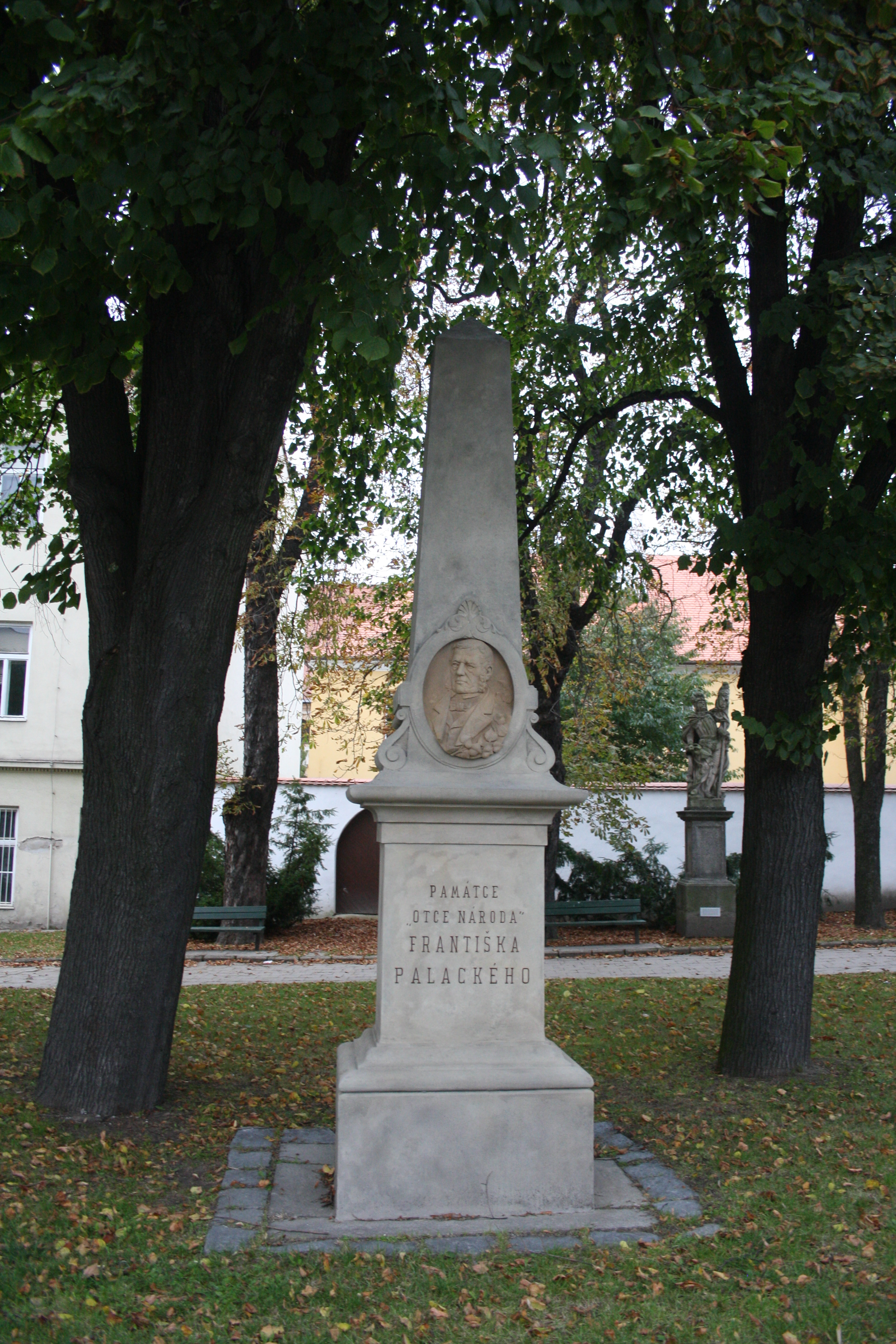
Pomník Františka Palackého v Třebíči z roku 1896

- Pomník Františka Palackého v Třebíči z roku 1896Idea státu rakouského – (1865) popis jeho představ o federálním uspořádání Rakouska, přeje si jeho zachování.

### Paměti
- Františka Palackého korrespondence a zápisky, Praha 1863 [61]

Dále se zachovala část jeho korespondence s významnými osobnostmi této doby a značné množství novinových článků.

## Portréty Františka Palackého

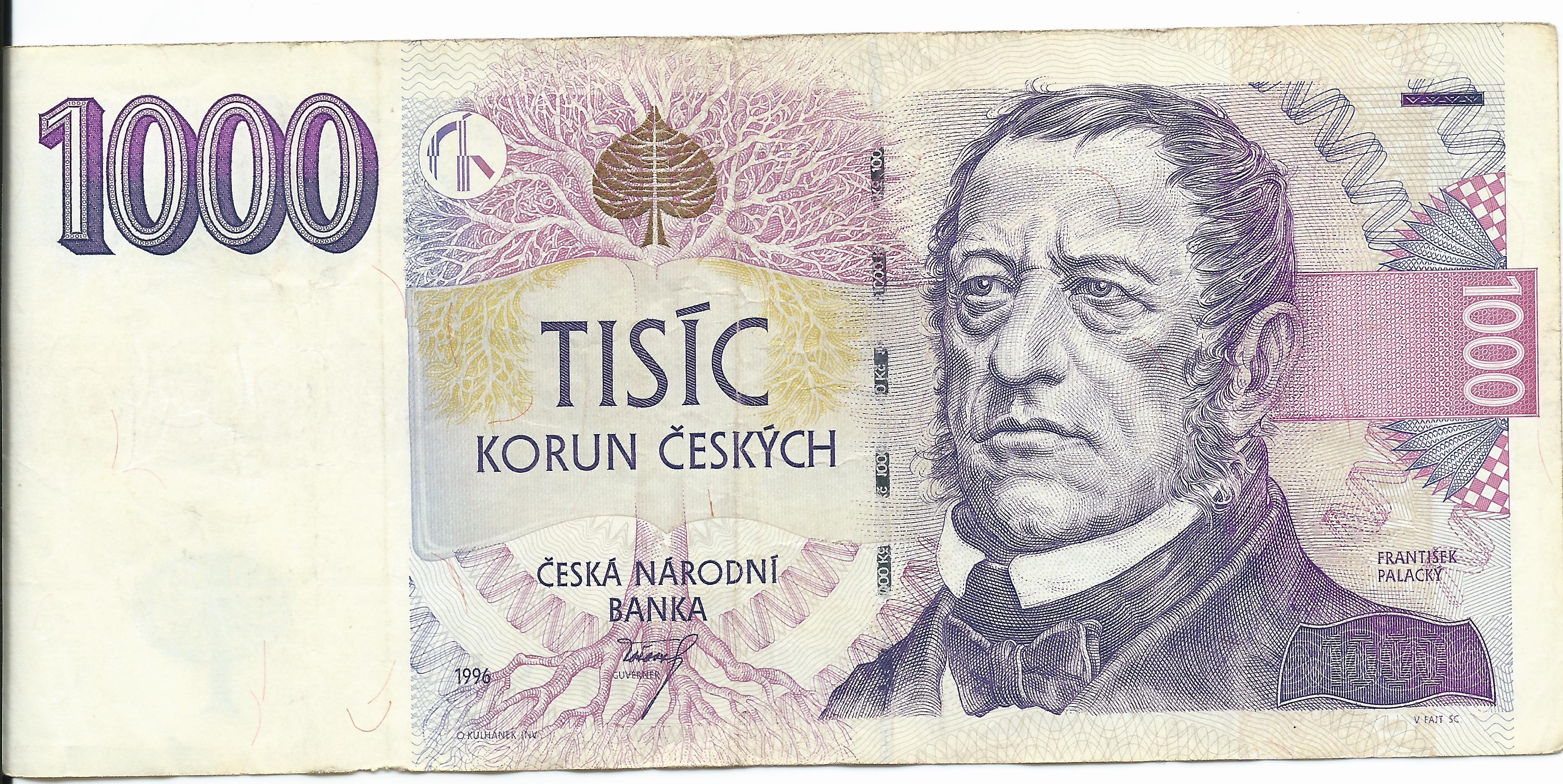
Tisícikorunová bankovka, autor Oldřich Kulhánek, 1993

- sochy a pomníky: Praha – Pomník F. Palackého na Palackého náměstí od Stanislava Suchardy 1902; Panteon Národního muzea, Písek Ludvík Wurzel (1886), Hodslavice, Čelechovice – na úpatí Velkého Kosíře (1898), Kozí hora Brno-Žabovřesky, Třebíč
- busty: Památník F. Palackého Praha 1 Palackého ul. 7, 1. Josef Václav Myslbek, 2. Antonín Popp 1898; Tomáš Seidan (Národní muzeum), Jindřich Wielgus (Národní muzeum),
- posmrtná maska a odlitek pravé ruky; Národní muzeum – Historické muzeum (1876)
- plakety: Stanislav Sucharda 1912
- tříčtvrteční postava, olejomalba na plátně, Josef Vojtěch Hellich, 1846 (Národní muzeum)
- poloviční postava, olejomalba na plátně, Agathon Klemt (Národní muzeum)
- svatební portrétní miniatura, kvaš na slonovině, Jindřich Schödl, 1827 (Národní muzeum)
- litografie, Adolf Dauthage, 1855
- Tříčtvrteční postava v klobouku, litografie,Max Švabinský, 1835, (Památník Františka Palackého – Praha);
- tři fotografie, např. ateliér Ludwig Angerer, Vídeň
- medaile: F. Seidan 1861; 1876; Čermákové Hořovice 1895, I.B. Pichl 1897, A. Popp 1898; Bohuslav Vlček 1898; V. Šmakal (několik pro různá města) 1898–1899, K. Babka 1948
- medaile- insignie pro řetězy Univerzity Palackého v Olomouci (Otakar Španiel, J. Benda) 1946
- tisícikorunová česká bankovka, Oldřich Kulhánek, Praha 1993
- 200 korunová stříbrná mince, Vladimír Oppl, Praha 1998
- poštovní známka, Česká republika 1998

## Zajímavosti
- Byt rodin Františka Palackého a Františka Ladislava Riegera v Palackého ulici č. 7 v Praze 1 byl zásluhou Palackého vnučky Libuše Bráfové proměněn v Památník a od roku 1930 zčásti zpřístupněn veřejnosti k občasným prohlídkám. Pravnuk F.P. a vnuk F. L. R. Bohuslav Rieger, dědic nemovitosti, byl v roce 1951 donucen k darování domu i vnitřního zařízení bytu včetně většiny obrazů a soch Národnímu muzeu, (část domu i uměleckých předmětů získal zpět v restituci); Národní muzeum zde od té doby provozuje celou expozici, renovovanou roku 1998, běžně dostupnou na objednávku, o Muzejní noci a ve výroční dny F. P.
- Jméno Františka Palackého bylo umístěno pod okny Národního muzea v Praze spolu s mnoha dalšími, viz dvaasedmdesát jmen české historie.
- Na Palackého v Moravskoslezském kraji upomíná jednak památník v rodných Hodslavicích, tak také expozice na zámku Kunín, kde Palacký mezi roky 1807 a 1809 pobýval.[62]
- V předvečer pohřbu vyňal dr. Václav Steffal Palackého mozek a umístil ho do zvláštní skleněné nádoby, která byla uložena „na věčnou památku“ v Národním muzeu. Prohlásil přitom, že „lebka jest nadobyčejně krásně tvořena, mozku mnoho a týž také velmi pěkný“.[63] Okolnosti a výsledek pitvy popsal následujícího roku v Časopise českých lékařů.[64] Mozek zůstal v hlavním sídle muzea do roku 2015, kdy byl při rekonstrukci budovy převezen do Památníku v Palackého ulici. Zvažovalo se také, zda má být nadále udržován, nebo raději pohřben se zbytkem těla v rodinné hrobce.[65]
- V roce 1918 byl nově vznikající pěší střelecký pluk 3. divize Československých legií na Rusi pojmenován „pluk Františka Palackého“[66]
- Je po něm pojmenované gymnázium v Neratovicích[67] a gymnázium ve Valašském Meziříčí.
- Život Františka Palackého zachytil televizní film Svědek času (1988, režie Jiří Bělka, v hlavní roli Martin Stropnický). Postava Františka Palackého vystupuje také ve filmech Za ranních červánků (1934, režie Josef Rovenský, v roli Palackého Bedřich Vrbský) a Mladá léta (1952, režie Václav Krška, v roli Palackého Zdeněk Štěpánek).